# Filippo Caria
Filippo Caria (Roma, 21 giugno 1925 – Napoli, 13 agosto 2015) è stato un politico e antifascista italiano.

## Biografia
Caria viene soprattutto ricordato per aver combattuto contro il fascismo in gioventù.
Anni dopo diventa assessore e consigliere comunale a Napoli, poi consigliere e assessore regionale, deputato nella IX legislatura (1983-1987) e infine capogruppo sempre alla Camera dei deputati, nonché portavoce del Partito Socialista Democratico Italiano durante la X legislatura (1987-1992).
Di origini calabresi (Pizzo), viveva a Posillipo. Muore all'età di 90 anni il 13 agosto 2015.

## Vita privata
Padre del giornalista e regista Enrico Caria.